# Tình yêu chốn đô thị
Tình yêu chốn đô thị (tiếng Hàn: 도시남녀의 사랑법: 나의 사랑스런 카메라 도둑; Romaja: Doshinamnyeoui Sarangbeob: Naui Sarangseureon Camera Dodook; dịch nghĩa đen: "Tình yêu giữa nam và nữ trong thành phố như thế nào") là loạt phim chiếu mạng hài lãng mạn của Hàn Quốc ra mắt năm 2020 với sự tham gia của Ji Chang-wook và Kim Ji-won. Bộ phim do Park Shin-woo đạo diễn, kể về câu chuyện tình yêu có thật của những người trẻ sống mãnh liệt với Park Jae Won, một kiến trúc sư và Lee Eun Oh, nhân viên marketing tự do chuyên sử dụng danh tính giả, trong một thành phố phức tạp. Bộ phim là phần đầu tiên của chuỗi phim gồm nhiều phần có tự đề City Couple's Way of Love, dự kiến khởi chiếu trên Kakao TV và Netflix vào ngày 8 tháng 12 năm 2020.

## Tóm tắt
Park Jae Won (Ji Chang-wook) một kiến trúc sư trẻ chân thành và đầy nhiệt huyết. Anh không thể quên được người phụ nữ mà anh gọi là "kẻ trộm máy ảnh". Cô đã đánh cắp trái tim anh và biến mất. Lee Eun Oh (Kim Ji-won) là một nhân viên marketing tự do, chuyên sử dụng danh tính giả. Hai người họ gặp gỡ và rơi vào lưới tình vào một đêm hè, khi Eun Oh đang giả danh Yoon Sun Ah. Liệu cuộc tình cuộc họ sẽ như thế nào?

## Diễn viên
- Ji Chang-wook [7] vai Park Jae-won, một kiến trúc sư
- Kim Ji-won vai Lee Eun-oh / Yoon Seon-ah (danh tính giả)
- Kim Min-seok[8] vai Choi Kyeong-jun
- So Joo-yeon vai Suh Rin-i[9]
- Han Ji-eun vai Oh Seon-yeong.[10]
- Ryu Kyung-soo vai Kang Geon
- Lee Sang-yoon vai Go Guo (cameo tập 1-3)

## Sản xuất

### Diễn viên
Vào tháng 7 năm 2020, Kim Ji-won và Ji Chang-wook được xem xét sẽ tham gia bộ phim. Vào tháng 9 năm 2020, Ji Chang-wook và Kim Ji-won đã được xác nhận sẽ đóng vai chính trong loạt phim web. Cuối tháng 9, Kim Min-seok và So Joo-yeon cũng được xác nhận sẽ đóng vai chính thứ hai. Buổi đọc kịch bản được tổ chức vào tháng 9 năm 2020.

### Quay phim
Vào ngày 12 tháng 11, những bức ảnh tĩnh từ quá trình quay của bộ phim đã được phát hành. Với thông báo về ngày phát hành, ảnh tĩnh từ địa điểm đã được phát hành vào ngày 19 tháng 11 năm 2020.